# 比福德 (阿肯色州)
比福德（英語：Buford）是位於美國阿肯色州巴克斯特縣的一個非建制地區。該地的面積和人口皆未知。

## 地理
比福德的座標為36°14′44″N 92°25′43″W / 36.24556°N 92.42861°W，而該地的平均海拔高度為217米（即712英尺）。